# オオメマトウダイ科
オオメマトウダイ科（学名：Oreosomatidae）は、マトウダイ目に所属する魚類の分類群の一つ。オオメマトウダイなど深海で生活する底生魚を中心に、4属約10種が記載される。科名の由来は、ギリシア語の「oreos（山）」と「soma（体）」から。

## 分布・生態
オオメマトウダイ科の魚類はすべて海水魚で、大西洋・インド洋・太平洋から南極海まで、世界中の海に幅広く分布する。とりわけ、南アフリカ沖およびオーストラリア南部の海域における報告が多い。一部の種類は底引き網などで漁獲され、食用魚として利用される。
本科は海底付近を遊泳して生活する、底生性魚類を主に含むグループである。ほとんどの種類は200m以深に分布する深海魚であり、水深400-1,800mにかけての大陸斜面を主な生息範囲としている。食性は肉食性で、他の魚類や甲殻類に加え、ヒョウマトウダイのようにサルパ類を主食とするものも知られている。卵は浮性卵で、仔魚および稚魚は表層での浮遊生活を経た後に底部に移行する。

## 形態
オオメマトウダイ科の仲間は体高が高く、著しく側扁した体型をもつ。他の多くの深海魚と共通する特徴として、眼は非常に大きい。体長20-40cm程度の種が多いが、最大種では全長68cmにまで成長する。口は上向きで、前方に突き出すことができる。鱗は小さく円鱗あるいは櫛鱗で、未成魚は体表の一部に円錐状の甲板をもつ。
背鰭は5-8本の棘条と28-36本の軟条で構成される。腹鰭には5-7本の軟条とともに1本の棘条を備え、棘条を欠く近縁のベニマトウダイ科との鑑別点となっている。胸鰭の鰭条は17-22本で。臀鰭は2-4棘26-33軟条である。椎骨は34-43個。

## 分類

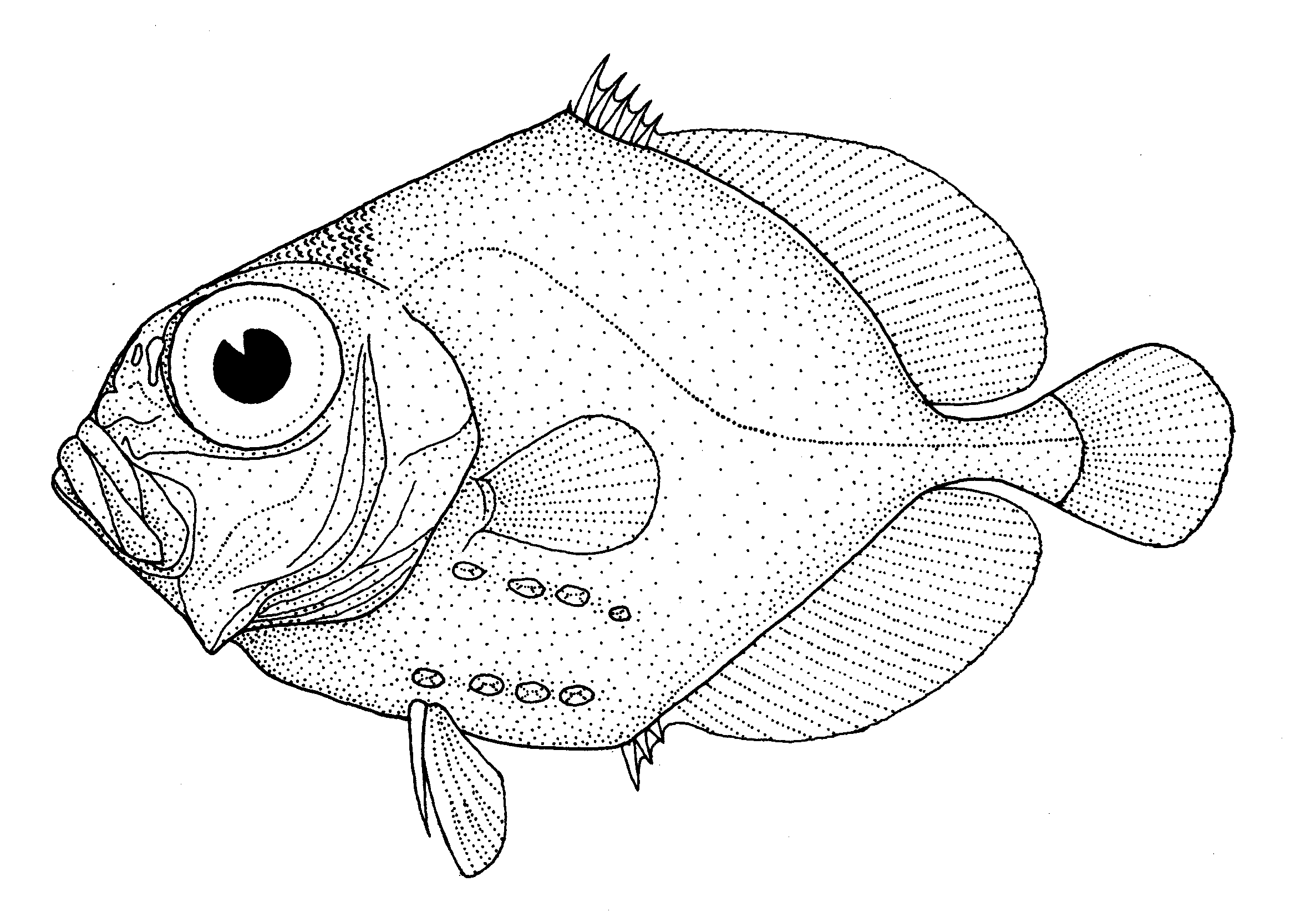
オオメマトウダイ Allocyttus verrucosus （オオメマトウダイ属）。日本近海を含む、三大洋の深海に幅広く分布する

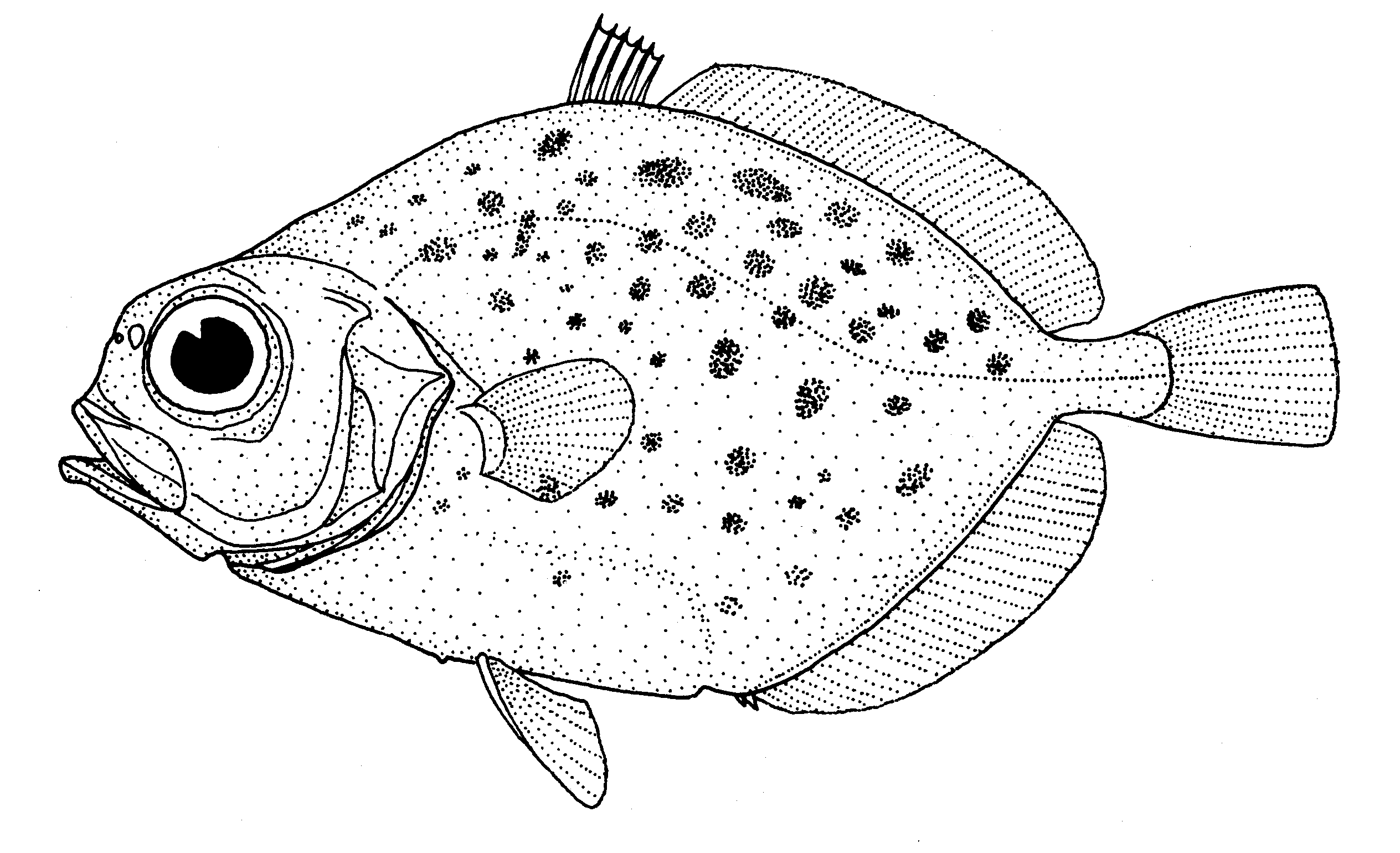
ヒョウマトウダイ（P. maculatus）。南太平洋から南大西洋にかけて広範囲に分布し、食用魚としても利用される

オオメマトウダイ科にはNelson（2016）の体系において、4属9種ないし10種が認められている。本稿では、FishBaseに記載される4属10種についてリストする。
ヒョウマトウダイ属のみを含む Pseudocyttinae 亜科と、残る3属が所属する Oreosomatinae 亜科の2亜科に細分する見解もある。
- オオメマトウダイ属 Allocyttus
  - オオメマトウダイ Allocyttus verrucosus
  - Allocyttus folletti
  - Allocyttus guineensis
  - クロマトウダイ Allocyttus niger
- ツノマトウダイ属 Neocyttus
  - Neocyttus acanthorhynchus
  - Neocyttus helgae
  - Neocyttus psilorhynchus
  - ツノマトウダイ Neocyttus rhomboidalis
- ガクガクギョ属 Oreosoma
  - ガクガクギョ Oreosoma atlanticum
- ヒョウマトウダイ属 Pseudocyttus
  - ヒョウマトウダイ Pseudocyttus maculatus